# Індіанський університет в Блумінгтоні
Індіанський університет в Блумінгтоні (англ. Indiana University Bloomington, IU Bloomington) — це державний університет, розташований у місті Блумінгтон, штат Індіана, США. Він є головним кампусом Індіанського університету та одним з найбільших і найстаріших університетів штату. Університет був заснований у 1820 році.
Індіанський університет в Блумінгтоні пропонує різноманітні програми для студентів бакалаврату, магістратури та докторантури. Кампус університету відомий своїми широкими можливостями для навчання та досліджень у таких сферах, як бізнес, право, гуманітарні науки, природничі науки та інженерія.
На відміну від Індіанського університету (Indiana University) як загальної освітньої установи в штаті Індіана, Блумінгтон є одним з його найбільших і найвідоміших кампусів.